# Westlock
Westlock is een plaats (town) in de Canadese provincie Alberta en telt 4823 inwoners (2011).